# Кабурлы (Нижнеомский район)
Кабурлы — деревня в Нижнеомском районе Омской области. Входит в состав Нижнеомского сельского поселения.

## История
Основана в 1776 г. В 1928 г. состояла из 122 хозяйств, основное население — русские. Центр Кабурлинского сельсовета Иконниковского района Омского округа Сибирского края.

## Население
| 2010 |
| ---- |
| 6    |